# Ронковицы
Ронковицы (фин. Ronkovitsa) — деревня в Клопицком сельском поселении Волосовского района Ленинградской области.

## История
Впервые упоминается в Писцовой книге Водской пятины 1500 года в Ильинском Заможском погосте в Бегуницах как село Бронцевичи.
На карте Ингерманландии А. И. Бергенгейма, составленной по материалам 1676 года, она обозначена как деревня Prunkowits (Brandskowits).
Как деревня Бранковиц — на «Географическом чертеже Ижорской земли» Адриана Шонбека 1705 года.
Деревня Ронковицы, состоящая из 49 крестьянских дворов, упоминается на карте Санкт-Петербургской губернии Ф. Ф. Шуберта 1834 года.

РОНКОВИЦЫ — мыза и деревня принадлежат подпоручику Рапцову, число жителей по ревизии: 119 м. п., 126 ж. п.

При оном селе церковь, во имя Святого Петра и Павла. (1838 год)

На карте Ф. Ф. Шуберта 1844 года обозначена как деревня Ронковицы, состоящая из 32 крестьянских дворов.
В пояснительном тексте к этнографической карте Санкт-Петербургской губернии П. И. Кёппена 1849 года она записана как деревня Ronkowitz (Ронковицы) и указано количество её жителей на 1848 год: савакотов — 18 м. п., 21 ж. п., всего 39 человек, русских — 131 человек обоего пола.
Согласно 9-й ревизии 1850 года деревня называлась Ранковицы и принадлежала отставному подпоручику Льву Александровичу Ранцову.
Согласно «Топографической карте частей Санкт-Петербургской и Выборгской губерний» 1860 года деревня Ронковицы состояла из 32 крестьянских дворов.

РОНКОВИЦЫ — деревня и мыза владельческие при колодцах, по правую сторону Самрянской дороги в 56 верстах от Петергофа, число дворов — 36, число жителей: 63 м. п., 95 ж. п. (1862 год)

В 1875—1876 годах временнообязанные крестьяне деревни выкупили свои земельные наделы у А. Б. Литарт и стали собственниками земли.

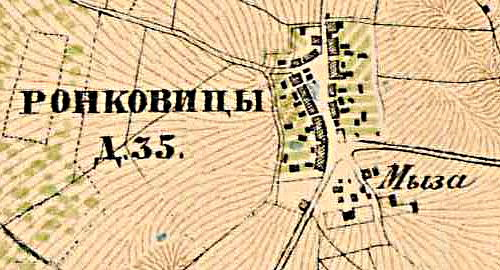
План деревни Ронковицы. 1885 год

В 1877 году в 1 км к северу от деревни были раскопаны 79 курганов и 38 жальничных погребений XII—XIII века, входивших курганно-жальничный могильник, насчитывавший около четырёхсот курганов.
Согласно «Карте окрестностей Санкт-Петербурга» в 1885 году деревня Ронковицы состояла из 35 крестьянских дворов, смежно с деревней располагалась мыза.
Согласно материалам по статистике народного хозяйства Петергофского уезда 1887 года мыза Ронковицы площадью 1004 десятины принадлежала отставному подпоручику М. С. Саназарову, она была приобретена в 1878 году за 30 010 рублей.
В конце XIX века деревня административно относилась к Губаницкой волости 1-го стана Петергофского уезда Санкт-Петербургской губернии, в начале XX века — 2-го стана. Население деревни было смешанным — финско-русским.
Согласно «Памятной книжке Санкт-Петербургской губернии на 1905 год» мыза Ронковицы имела площадь 1005 десятин и принадлежала крестьянину Кузнецову Гавриле Матвеевичу.
К 1913 году количество дворов в деревне уменьшилось до 27.
С 1917 по 1922 год деревня Ронковицы входила в состав Ронковицкого сельсовета Губаницкой волости Петергофского уезда.
С 1922 года в составе Клопицкого сельсовета.
С 1923 года в составе Троцкого уезда.
Согласно данным переписи населения СССР 1926 года в деревне Ронковицы проживали 177 человек — большинство русские, а также финны и эстонцы.
С февраля 1927 года в составе Венгиссаровской волости. С августа 1927 года в составе Волосовского района.
С 1928 года в составе Губаницкого сельсовета.
По данным 1933 года деревня Ронковицы входила в состав Губаницкого сельсовета Волосовского района.

План деревни Ронковицы. 1938 год

Согласно топографической карте 1938 года деревня насчитывала 51 двор. К северо-востоку от деревни находилась ветряная мельница.
В 1940 году население деревни Ронковицы составляло 180 человек.
Деревня была освобождена от немецко-фашистских оккупантов 27 января 1944 года.
С 1950 года деревня входила в состав Артюшинского сельсовета, с 1954 года — Губаницкого сельсовета, с 1963 года — Кингисеппского района, с 1965 года — вновь Волосовского района.
В 1965 году население деревни Ронковицы составляло 155 человек.
По данным 1966 и 1973 годов деревня Ронковицы также находилась в составе Губаницкого сельсовета.
По административным данным 1990 года деревня Ронковицы входила в состав Клопицкого сельсовета.
В 1997 году в деревне Ронковицы проживали 40 человек, в 2002 году — 21 человек (все русские), в 2007 году — 44.

## География
Деревня расположена в северо-восточной части района на автодороге 41К-044 (Каськово — Ольхово).
Расстояние до административного центра поселения — 2,5 км.
Расстояние до ближайшей железнодорожной станции Волосово — 15 км.

## Демография
| 1862 | 2002 | 2007 | 2010 | 2017 |
| ---- | ---- | ---- | ---- | ---- |
| 158  | ↘21  | ↗44  | ↗70  | ↘62  |

### Национальный состав
Согласно данным Всероссийской переписи населения 2021 года в деревне проживали 83 человека, из них:
 русские — 63, таджики — 14, азербайджанцы — 5, молдаване — 1 человек.